# 高橋浩
高橋 浩（たかはし ひろし、1943年4月29日 - ）は、テレビ朝日元編成局編成部長、東映アニメーション元社長（2003年～2011年）。広島県出身。

## 人物
広島県福山市生まれ。父親は日立製作所に勤務し、戦後は東京中野で育ち、1950年、水力発電所の多い富山県に転勤となり、小学校2年から高校卒業まで富山市で育つ。映画好きだった父の影響で映画館に通い詰める。当時の富山は映画の上映環境が良くなく、一人で金沢や大阪まで汽車に乗って映画を観に行ったという。小学校・中学校時代に好きだったのは『新諸国物語 笛吹童子』や『紅孔雀』といった東映の時代劇だった。時代劇がピークを過ぎると洋画ばかり観るようになった。
1967年に上智大学文学部英文学科を卒業後、映画とは関係なくジャーナリストへの憧れから、株式会社日本教育テレビ（現在の株式会社テレビ朝日）に入社。調査局考査部考査課に配属される。英語が使えるという理由で、翌1968年から外画部に異動して、『日曜洋画劇場』などにおける外国映画の購入を担当。同番組の解説をしていた淀川長治から薫陶を受けた。1970年、二度目のヨーロッパ出張で、ソ連モスクワのモスフィルムを訪ね、フィルムの買い付けを行った。このうちの1本『Вий』を『土曜映画劇場』で放送する際、『妖婆 死棺の呪い』と高橋がタイトルを付けた。同作はテレビ放送で話題を呼び、その後ビデオ発売されてタイトルも『妖婆 死棺の呪い』になった。また『チキチキマシン猛レース』『幽霊城のドボチョン一家』など外国アニメも多数手掛けた。当時アメリカで「Made for TV movies」と表現していたテレビ映画を「テレフィーチャー」と名付けた。
1971年、アメリカの業界誌『バラエティ』の記事に小さく載った25歳の若者がMCA（ユニバーサル映画）で、自動車の追いかけっこをテレビ用映画で製作中という記事を読み、プリントを取り寄せ、自宅でプロジェクターに掛け一人で観た。すぐに購入を決め、『日曜洋画劇場』の中でも下から何番目ぐらいの低価格で購入。これがスティーヴン・スピルバーグが無名の若手監督の頃に演出した『激突!』（日本では、日曜洋画劇場が1975年1月に初放映）で、テレビ放映の準備をしていたら、MCA日本支社が買い戻し提案をしてきて、紆余曲折あって同作は劇場用に再編集され、先に劇場公開された（『激突!#作品解説』）。
1975年の東映映画『新幹線大爆破』のプロットにヒントを与えた1966年のアメリカNBCのTVムービー『夜空の大空港』は、アメリカでの高視聴率と原題の良さから、シノプシスだけ読んで試写もせず、高橋が購入し日本語タイトルを決めた。1975年から始まった『秘密戦隊ゴレンジャー』を複数ヒーローものにするというプロットや、テレビ放映を決めたのは自分と述べている。　
1975年『激突!』の放映後に、編成開発部へ異動。アメリカ合衆国内のテレフィーチャー（テレビ用長時間映画）ブームが、日本でも5年遅れで普及すると確信して『土曜ワイド劇場』を企画。『土曜ワイド劇場』の成功は、他局の『木曜ゴールデンドラマ』や『時代劇スペシャル』など、類似の番組を続出させるきっかけにもなった。編成開発部では『ドラえもん』『プロゴルファー猿』などの藤子不二雄作品のテレビアニメ化や、『暴れん坊将軍』などの番組も多く企画。『あさりちゃん』『The・かぼちゃワイン』『クレヨンしんちゃん』をテレビアニメ化した。『ドラえもん』『クレヨンしんちゃん』はテレビ放映を反対する上司を説得して放送に踏み切ったという。『聖闘士星矢』は、高橋が「新たなアニメ枠に版権ビジネスに少し重点を置いたアニメ枠にしたい」と東映動画に頼み、東映動画サイドから提示されたもの。同作がヒットしたことでテレ朝の毎週土曜夜7時枠は、11年間東映動画制作のアニメ枠になり、ここから「美少女戦士セーラームーンのテレビシリーズ」が生まれ、新たに毎週土曜夜7時30分台にアニメ枠を設け、ここからテレビアニメ『SLAM DUNK』が生まれた。後に東映アニメーションに招かれたのは同社とのこの縁によるもの。1990年4月、テレビ朝日編成局編成部長。
1998年からはBS朝日執行役員として立ち上げに携わる。2002年、東映アニメーションからヘッドハンティングされ同社に転職。口説き文句は「東京国際アニメフェアの第1回がビッグサイトで開かれるので、それを見て返事してくれ」で、会場で子供たちの弾ける笑顔を見て「お世話になります」と返事した。2003年6月、同社代表取締役社長就任。
DVDを自社での企画・開発に関わる体制としたり、ネット配信やモバイル向け配信が好調で、就任後、毎年上場来の最高益を出している。テレビアニメも『Yes!プリキュア5』、『ワンピース』、『ゲゲゲの鬼太郎』、『ラブ★コン』など、ヒットが続いた。
売上げが減少している海外市場では、アメリカ、アジア、ヨーロッパの三極体制から、中南米、BRICS諸国への展開を予定。韓国KBSと『太極千字文』を共同製作するなど各国の製作者との共同製作に意欲を見せている。またこれまでは作品のビジネス展開を海外の配給会社に一任してきたが、今後は欧米で現地法人を立ち上げ、作品や関連玩具の営業をコントロールする。将来的には国内と海外の売上げを1対1にしたいという。またディズニーとのアニメ共同制作の他、オリジナルの劇場映画も積極的に展開していく予定。2007年『CLANNAD』、『Yes!プリキュア5』、2008年『ワンピース』を公開他、フルCGの『ゲゲゲの鬼太郎』の製作を予定している。2012年3月期の売上高で過去最高の290億円を記録した。同時に代表権のない会長に退いた。

## 経歴
- 1967年4月 日本教育テレビ(NETテレビ)（現・テレビ朝日）入社[1]
- 1984年11月 編成局編成部副部長[1]
- 1990年4月 編成局編成部長[1]
- 1993年10月 マーケティング室長[1]
- 1997年6月 広報局長[1]
- 1998年12月 BS朝日執行役員[1]
- 2001年6月 BS朝日常務取締役[1]
- 2002年5月 東映アニメーション顧問[1]
- 2002年6月 東映アニメーション専務取締役[1]
- 2003年6月 東映アニメーション代表取締役社長[1]
- 2011年2月 東映アニメーション代表取締役社長兼経営戦略本部長[11]
- 2012年6月 東映アニメーション取締役会長[12]
- 2014年6月 東映アニメーション取締役相談役[13]
- 2015年6月 東映アニメーション取締役相談役退任[14]

## 著書
- 『視聴率15%を保証します! あのヒット番組を生んだ「発想法」と「仕事術」』小学館新書、2014年。ISBN 978-4-09-825217-6。